# Gare d’Illfurth
Gare d’Illfurth vasútállomás Franciaországban, Illfurth településen.

## Vasútvonalak
Az állomást az alábbi vasútvonalak érintik:
- Párizs–Mulhouse-vasútvonal

## Kapcsolódó állomások
A vasútállomáshoz az alábbi állomások vannak a legközelebb:
- Gare de Tagolsheim
- Gare de Zillisheim